# 4650 Mori
4650 Mori eller 1950 TF är en asteroid i huvudbältet, som upptäcktes 5 oktober 1950 av den tyske astronomen Karl Wilhelm Reinmuth i Heidelberg. Den har fått sitt namn efter Kiyoshi Mori.
Asteroiden har en diameter på ungefär 5 kilometer.